# Ribeiradio
Ribeiradio ist eine Gemeinde (Freguesia) im portugiesischen Kreis (Concelho) von Oliveira de Frades. In ihr leben 859 Einwohner (Stand 19. April 2021).

## Geschichte
Zahlreiche archäologische Funde belegen eine vorgeschichtliche Anwesenheit des Menschen. Der Name des Ortes geht auf eine Felsformation oberhalb des Rio Vouga zurück, die zu Zeiten der Castrokultur und der vorchristlichen römischen Besatzungszeit religiös verehrt wurde. Daraus entwickelte sich dann der mittelalterliche Ortsname Ribeira de Io (von lat.: Idolum, dt.: Abgott), unter dem der Ort in den königlichen Erhebungen von 1258 vermerkt wurde. Daraus entwickelte sich im Laufe der Zeit die heutige Namensform.

## Sehenswürdigkeiten
Zu den verschiedenen Baudenkmälern der Gemeinde zählen eine Gruppe von Wassermühlen, und historische öffentliche Gebäude wie Schulen und Sakralbauten, darunter die Gemeindekirche Igreja Matriz de Ribeiradio (auch Igreja de São Miguel Arcanjo).

## Verwaltung
Ribeiradio ist Sitz einer gleichnamigen Gemeinde. Folgende Ortschaften und Orte liegen in ihr:
| - Aidos - Alagoa - Aldeia - Aldeia de Cima - Barreiro - Belmonte - Calvário - Carreiro - Carvalho - Casal | - Casal Bom - Enviande - Enxertada - Estação - Fundada - Fundo da Vila - Galegas - Gravô - Igreja - Ladário | - Lameiro Longo - Moreira - Nogueira - Outeiro - Parada - Paredes - Passos - Pedre - Portela - Quinta do Ladário | - Ramalhal - Roçadas - Sobeiros - Soma - Souto Maior - Talho - Torre - Valcouce - Vinhas |